# Holobomolochus glyphisodontis
Holobomolochus glyphisodontis is een eenoogkreeftjessoort uit de familie van de Bomolochidae. De wetenschappelijke naam van de soort is voor het eerst geldig gepubliceerd in 1863 door Kroyer.